# Adrar (flygplats)
Adrar är en flygplats i Algeriet. Den ligger i den centrala delen av landet, 1 000 km söder om huvudstaden Alger. Adrar ligger 280 meter över havet.
Terrängen runt Adrar är platt, och sluttar västerut.  Trakten runt Adrar är nära nog obefolkad, med färre än två invånare per kvadratkilometer. Närmaste större samhälle är Adrar, 11,3 km väster om Adrar. Trakten runt Adrar är ofruktbar med lite eller ingen växtlighet.